# Región geográfica intermedia de Caçador
La región geográfica intermedia de Caçador es una de las siete regiones intermedias del estado brasileño de Santa Catarina y una de las 134 regiones intermediarias de Brasil, creadas por el Instituto Brasileño de Geografía y Estadística (IBGE) en 2017. Está compuesta por 16 municipios, distribuidos en dos regiones geográficas inmediatas.
Su población total estimada por el Instituto Brasileño de Geografía y Estadística (IBGE) para julio de 2018 era de 235 637 habitantes, distribuidos en una área total de 6 208.714 km².
Caçador es el municipio más poblado de la región intermedia, con 73 720 habitantes, en consonancia con estimativas de 2022 del IBGE.
| Región Geográfica Inmediata | Código | Municipios     |
| --------------------------- | ------ | -------------- |
| Caçador                     | 420014 | Caçador        |
| Caçador                     | 420014 | Calmon         |
| Caçador                     | 420014 | Lebon Régis    |
| Caçador                     | 420014 | Macieira       |
| Caçador                     | 420014 | Matos Costa    |
| Caçador                     | 420014 | Timbó Grande   |
| Videira                     | 420015 | Arroio Trinta  |
| Videira                     | 420015 | Fraiburgo      |
| Videira                     | 420015 | Ibiam          |
| Videira                     | 420015 | Iomerê         |
| Videira                     | 420015 | Monte Carlo    |
| Videira                     | 420015 | Pinheiro Preto |
| Videira                     | 420015 | Rio das Antas  |
| Videira                     | 420015 | Salto Veloso   |
| Videira                     | 420015 | Tangará        |
| Videira                     | 420015 | Videira        |